# Juan Pablo Meneses
Juan Pablo Meneses (Santiago de Xile, 1969) és un escriptor, cronista i periodista xilè, fundador de l'Escola Mòbil de Periodisme Portàtil.

## Biografia
A Xile va treballar com a periodista independent en diferents mitjans locals, va participar en diversos tallers literaris i va publicar els seus contes les antologies Disco duro i Nuevos cuentistas para el siglo XXI. Escrivia cròniques de viatge per a la revista dominical del diari El Mercurio.
El 2000, després de ser premiat en el concurs Crónicas Latinoamericanas, de la revista Gatopardo, Meneses va abandonar el país. Amb els diners del guardó, es va comprar un ordinador portàtil i una càmera digital, amb la finalitat de fer “periodisme portàtil”, terme que encunya per descriure el que es dedica des d'aquell any: “escriure històries pel món”.
Després de viure dos anys a Barcelona, on va continuar els seus estudis de periodisme a la Universitat Autònoma, es va traslladar a Buenos Aires el 2002, on residirà fins al 2010, any en què torna a Xile.
Ha estat columnista de la revista colombiana SoHo, El Mercurio, el portal ClubCultura i la revista mexicana Glamour. Manté el blog Periodismo portátil a la revista peruana Etiqueta Negra i és autor de Crónicas argentinas, un blog del diari Clarín que el 2007 va ser finalista en la categoria Internet del Premi Nou Periodisme CEMEX+FNPI.
Les seves cròniques apareixen en importants mitjans en espanyol i s'han traduït a diversos idiomes. Va ser becari de la Fundació Nou Periodisme Iberoamericà, que presidia Gabriel García Márquez. La seva crònica A Village Connected to the World va ser part d'un especial sobre Sud-amèrica publicat per The Virginia Quarterly Review amb l'assistència d'Etiqueta Negra i que va guanyar el National Magazine Award dels EUA a la millor revista dedicada a un únic tema.
Meneses és autor dels llibres Equipaje de mano, Sexo y poder, el extraño destape chileno, La vida de una vaca (finalista del Premi Cròniques Seix Barral); Crónicas Argentinas i Hotel España (distingit pel Consorci Camino del Cid com un dels vuit millors llibres de literatura de viatges publicats a Espanya el 2010).
Ha estat convidat a impartir tallers de Periodisme portàtil a universitats d'Amèrica Llatina i Espanya. És professor a l'Escola de Periodisme de la Universitat de Xile. Dirigeix el diari xilè gratuït HoyxHoy, que va començar a circular l'1 d'octubre de 2012.
En 2013 va publicar a Espanya Niños futbolistas, una recerca sobre el negoci del futbol a Amèrica del Sud, a la qual va dedicar dos anys.

## Obres
- Equipaje de mano, Planeta, 2003
- Sexo & Poder, el extraño destape chileno, Planeta, 2004
- La vida de una vaca, Planeta/Seix Barral, 2008
- Crónicas argentinas, Norma, 2009
- Hotel España, Norma, 2010
- Generación ¡Bang!, los nuevos cronistas del narco mexicano (antologia). Planeta, Temas de hoy, 2012
- Un día con Juan Pablo Meneses, resum del taller d'escriptura impartit l'1 de març de 2006, a Osca; editat per l'Associació de Premsa d'Aragó[3]
- Niños futbolistas, Blackie Books, Barcelona, 2013